# Бонч-Бруевич, Михаил Александрович
Михаи́л Алекса́ндрович Бонч-Бруе́вич (9 (21) февраля 1888, Орёл — 7 марта 1940, Ленинград) — русский и советский радиотехник, основатель российской радиоламповой промышленности. Член-корреспондент АН СССР (1931). Профессор Московского высшего технического училища (1922), Ленинградского института инженеров связи (1932), доктор технических наук, один из основателей и руководителей Нижегородской радиолаборатории. Внёс значительный вклад в развитие советской радиофизики, разработку новых типов радиоламп, аппаратуры радиовещания и радиосвязи. Автор учебников, научных работ, а также около 60 патентов на изобретения в области радиотехники.

## Биография

### Семья
Михаил Александрович Бонч-Бруевич родился в городе Орле 21 февраля 1888 года.
Отец: Александр Иванович Бонч-Бруевич — канцелярский служащий I разряда Орловского губернского управления. Представитель обширного и известного на юго-западе России дворянского рода Бруевичей, выходцев из шляхетства Речи Посполитой, основателем которого считается Владимир Бруевич (Brujewicz), владевший с 1561 года селом Самотевичи (сейчас территория Белоруссии). Со временем, к фамилии Бруевич было присоединено название родового дворянского герба Боньча и оно трансформировалось в Бонч-Бруевич.

Александр Иванович Бонч-Бруевич имел родовое имение — д. Белый Немед и с. Яковлево в Кромском уезде Орловской губернии, которое продал из за тяжелого финансового положения и переехал с семьёй в Киев, где купил дом. После революции работал управдомом в Петрограде (Ленинграде).
Мать: Наталья Михайловна Мацнева — дочь коллежского советника.
Жена: Александра Алексеевна Кондатенко (1888—1953). Старший сын: Алексей Михайлович Бонч-Бруевич (1916—2006) — советский и российский физик, крупный специалист в области квантовой электроники и физической оптики, доктор физико-математических наук (1957), профессор (1963), член-корреспондент АН СССР (1984).

### Ранние годы
В 1896 году семья переехала в Киев, где отец Михаила получил назначение на техническую работу в управление городского водопровода. В Киеве Михаил Александрович окончил Киевское 1-е коммерческое училище. Особым прилежанием в эти годы не отличался, но вскоре начал увлекаться чтением популярных изданий по естествознанию и радиотехнике. К моменту окончания училища стал строже относиться к себе, хотя сохранил весёлый нрав, склонность к острому слову и шутливым проделкам.
В 1906 году был зачислен юнкером в Николаевское инженерное училище в Петербурге, где на способного юношу обратил внимание преподаватель физики профессор В. К. Лебединский и привлёк его к экспериментальным работам в лаборатории. Дружеские отношения, установившиеся в этот период между учеником и профессором, сохранились на всю жизнь, сыграв большую роль в выборе дальнейшего пути. На втором курсе училища собрал свои первые устройства по схемам А. С. Попова — радиопередатчик и радиоприёмник. В 1909 году Михаил Александрович окончил училище по 1-му разряду и вышел подпоручиком в 5-й Сибирский сапёрный батальон (Иркутск), где ротами искрового телеграфа командовал подполковник И. А. Леонтьев — один из основателей армейской радиотелеграфии и энтузиаст радиотехники. При содействии И. А. Леонтьева, самостоятельно изучил высшую математику и теорию электромагнетизма. 1 октября 1911 года произведен в поручики «за выслугу лет».

### Офицерская школа и первая научная работа
В 1912 году выдержал вступительный экзамен и стал слушателем Офицерской электротехнической школы. Момент зачисление в школу Бонч-Бруевич считал началом своей научной деятельности, здесь, при поддержке В. Ф. Миткевича и В. К. Лебединского, он серьёзно занялся изучением физики искрового разряда. Тема была актуальной, так как искровой разряд использовался в качестве генератора высокочастотных колебаний в радиопередатчиках того времени. В 1913 году в журнале РФХО появляется его первая научная работа — статья «Об условиях различного действия на искру и способах регулирования искры» в которой обобщаются предшествующие исследования и собственные опыты за последние годы.
9 апреля 1913, года М. А. Бонч-Бруевич, единогласным решением, избирается в члены Русского физико-химического общества. По результатом своих дальнейших исследований, 7 мая 1913 г. и 9 декабря 1914 года на заседании общества делает доклады и демонстрацию опытов, а также публикует очередную статью в журнале Общества, в которой разрабатывает качественную теорию действия ультрафиолетового света на режим разряда. Благодаря этому, ещё до окончания школы, приобретает авторитет в научных кругах и удостаивается премии имени Ф. Ф. Петрушевского.
Мировая радиотехника быстро развивается и за границей начинают активно внедряться первые электронные лампы, которые применяются для усиления и детектирования радиосигналов. Увидев перспективы нового направления, Бонч-Бруевич несколько раз пытается добиться разрешения организовать изготовление и изучение электронных ламп в лабораториях Электротехнической школы, но получает отказ.
По окончании двухлетнего курса Бонч-Бруевич имел все данные чтобы продолжить дальнейшую подготовку к научно-педагогической деятельности, однако натянутые отношения с начальником учебной части школы полковником И. Э. Муромцевым, привели к назначению на далекую Ташкентскую радиостанцию — одну из самых мощных военных искровых станций того времени.

### Тверская радиостанция
Окончание курса Офицерской электротехнической школы и получение диплома инженера совпало с началом Первой мировой войны, первоначальное назначение в Ташкент было отменено, и 7 ноября 1914 года Бонч-Бруевич был назначен помощником начальника вновь построенной Тверской радиостанции, которая выполняла роль приёмного радиоцентра передающих Ходынской и Царскосельской радиостанций, располагавшихся в Москве и Петербурге и обеспечивавших радиосвязь с Лондоном и Парижем, столицами союзников России по Антанте.
Радиоприём на Тверской радиостанции осуществлялся на детекторный радиоприёмник, усилителей не существовало. Чтобы принять передачи английских и французских радиопередатчиков, радиосигнал, принятый огромной антенной длиной 300 и высотой 110 метров, преобразовывался в постоянный ток кристаллическим или гальваническим детектором и принимался на слух через телефоны в виде азбуки Морзе, если передатчик работал незатухающими (немодулированными) колебаниями, на место детектора включался механический прерыватель — тиккер, который настраивался на частоту, близкую к частоте радиосигнала (около 50—60 кГц) и в наушниках возникали биения звуковой частоты. Надёжная радиосвязь на такие расстояния могла обеспечиваться только за счёт исключительного слуха телеграфистов-слухачей, большой мощности передатчиков и размеров антенн и была недостаточной.

### Внештатная радиолаборатория в Твери
М. А. Бонч-Бруевич, ещё по Офицерской школе знакомый с английской усилительной радиолампой Раунда — последним достижением мировой радиотехники того времени — и понявший что ей принадлежит будущее, после назначения на радиостанцию сразу же загорелся идеей создания радиоламп своими силами, что в условиях Твери было делом почти утопическим. Тем не менее, профессор Лебединский активно поддержал это начинание. Использовать для производства оборудование из лаборатории Офицерской школы не разрешили, попытка заполучить часть приборов эвакуированного Рижского политехнического института также закончилась неудачей, начальник Тверской радиостанции капитан Аристов не оказал никакого содействия, отказав в выделении людей, помещений и оборудования радиостанции. В результате М. А. Бонч-Бруевич организовал лабораторию у себя на квартире. Часть материалов и приборов безвозмездно поставляет директор завода Айваз К. Н. Добкевич и учитель физики Тверской гимназии В. Л. Левшин, часть приобретается на личные средства в местной аптеке. В качестве лаборанта использовался денщик ефрейтор Бобков, ставший позднее начальником вакуумного цеха Нижегородской радиолаборатории.
К концу 1915 года, в результате напряжённой работы, в ходе которой Михаил Александрович отравился ртутью и месяц пролежал в постели, а капитан Аристов пытался удалить его с радиостанции как нарушителя внутреннего распорядка, в кустарных условиях была создана электронная лампа (катодные реле), названная впоследствии «бабушкой». Это были вторые радиолампы, созданные в России, первая радиолампа, разработанная Н. Д. Папалекси, появилась на полгода ранее в Петрограде, но она была ионной, а Бонч-Бруевич целенаправленно создавал вакуумную лампу, хотя из за несовершенства технологии откачивания газа, внутри баллона оставалось ещё значительное количество азота. На базе ламп была разработана схема гетеродина и усилителя, впервые получен громкоговорящий приём телеграфных радиосигналов и возможность уверенного приёма всех мощных радиостанций Европы. Достижение было замечено в Главном военно-техническом управлении (ГВТУ), руководителем Тверской радиостанции был назначен инициативный и энергичный штабс-капитан В. М. Лещинский, а начальник ГВТУ А. В. Водар поддержал идею создания в Твери производства радиоламп и радиоаппаратуры.
Высочайшим приказом от 25 декабря 1915 года Бонч-Бруевич награждён орденом Святой Анны 3-й степени.
В начале 1916 года, по ходатайству В. М. Лещинского, М. А. Бонч-Бруевич, в обход основных фронтов войны, через Швецию, Норвегию и Англию, совершил месячную командировку во Францию, где изучал производство новейших электронных ламп с высоким вакуумом. За это время В. М. Лещинский при Тверской радиостанции создал небольшую научно-производственную лабораторию, которая получила статус «внештатной» и добился заказа на изготовление 100 гетеродинных приёмников-усилителей (катодных прерывателей) собственной конструкции с лампами собственного производства. Катодный прерыватель, используя одну лампу вместо двух в аналогичной французской конструкции, мог принимать незатухающие колебания в диапазоне длин волн 1000—12000 м и затухающие колебания в диапазоне 300—1200 м и с антенной длиной всего 10 м на высоте 1 м позволял слышать маломощные полевые радиостанции на расстоянии до 150 верст.
В 1916 году М. А. Бонч-Бруевич создал первую в России чисто электронную лампу, весной в лаборатории начинается радиоламповое производство. Несмотря на то, что Тверская лаборатория была нештатной и существовала во многом только благодаря энтузиазму своих создателей, себестоимость тверских ламп составила всего 32 рубля ассигнациям против 200 рублей золотом, за которые закупались лампы за рубежом (экспериментальные лампы отечественного общества РОБТиТ обходились ещё дороже). Всего было выпущено около 3000 ламп. 16 марта 1916 года произведен в штабс-капитаны «за выслугу лет».
Вскоре Бонч-Бруевич, освободившись от части работ в Твери, начинает заниматься оборудованием радиоотдела Петроградской Центральной военно-технической лаборатории. С начала 1917 года он по совместительству назначается и руководителем этого радиоотдела. В этот же период назревает вопрос с армейским пособием по новейшей электронной технике. Помимо ламп Тверской лаборатории, в армии эксплуатировалась французская аппаратура (ламповые усилители типа «З-тер») и аппаратура Русского общества беспроволочных телеграфов и телефонов (РОБТиТ) на ионных лампах (аудинах) Н. Д. Папалекси. Для многих военных радистов, имевших дело только с детекторными приёмниками, эта аппаратура была совершенно непонятной, и Бонч-Бруевич по заданию ГВТУ работает над учебным пособием по ламповой технике, а также готовит статьи в журнал «Вестник военной радиотелеграфии и электротехники».
В 1916 году публикуется его брошюра «Катодные лампы», а в 1917 году выходит работа «Применение катодных реле в радиотелеграфном приёме», которая сыграла огромную роль в развитии радиотехники, став первым и на протяжении ряда лет единственным русским руководством по электронике. В этом же году М. А. Бонч-Бруевич переведён в Петроград на должность заведующего высокочастотным отделом Центральной лаборатории военного ведомства. Тем не менее, тесная связь с Тверской лабораторией, где руководство производством возглавил П. А. Остряков, не прекратилась.
После Февральской революции снабжение Тверской радиостанции и лаборатории стало постепенно ухудшаться. Представители Временного правительства, посещавшие радиостанцию, не проявили интереса к производству, ограничившись пустыми обещаниями и замечанием что рациональнее рассчитывать на помощь заграницы. На сотрудников начало оказываться давление с целью перехода в иностранные фирмы, командование неофициально предложило М. А. Бонч-Бруевичу перейти в «Русское общество беспроволочных телеграфов и телефонов» Айзенштейна с хорошим жалованием и условиями работы, но он отказался, заявив что как офицер, не может в военное время перейти на службу к частному лицу и желал бы делать свои лампы.
Во второй половине 1917 года производство ламп и усилителей остановилось, так как закончилось горючее для нефтяного двигателя, начали разъезжаться рабочие и специалисты. Ситуация с производством радиотехники в Петрограде, центре радиотехнической промышленности России того времени, была ещё тяжелее. Ведущие радиозаводы, «Сименс-Гальске», «Эриксон», «Гейслер», «РОБТиТ» работающие в тесной связи с иностранным капиталом стран-союзников по Первой мировой войне, после Октябрьской революции быстро свернули производство. Это было связано с тем, что Россия взяла курс на прекращение военных действий и Англия и Франция заняли к ней враждебную позицию. Несмотря на это Лещинскому и Бонч-Бруевичу, возвратившемуся в Тверь после окончания работ в Петрограде, удалось сохранить Тверскую лабораторию, сплотив вокруг себя небольшую группу офицеров и интеллигенции.
В период 1917 г. и в 1918 г. М. А. Бонч-Бруевич впервые начинает заниматься вопросами радиотелефонии, разрабатывая теорию и схемы сеточной модуляции. 31 марта 1918 года В Петрограде состоялось учредительное собрание Российского общества радиоинженеров (РОРИ) членом которого стал М. А. Бонч-Бруевич, председателем общества избран В. К. Лебединский.

### Создание Нижегородской радиолаборатории
В начале лета 1918 года В. М. Лещинский и М. А. Бонч-Бруевич возбудили перед Народным комиссариатом почт и телеграфов (НКПиТ), в подчинение которого перешла Тверская радиостанция, вопрос о дальнейшей судьбе лаборатории. В рапорте, поданном Лещинским на имя Народного комиссара НКПиТ 6 июля 1918 года, содержался проект организационного плана и программы перспективных работ радиолаборатории и мастерской. Тверь посещают член радиосовета Наркомпочтеля А. М. Николаев, а затем нарком B. Н. Подбельский. О лаборатории, способной производить радиолампы своими силами без иностранной помощи, становится известно Ленину, сразу же выделяются средства и ставится вопрос о возобновлении их выпуска. Решением коллегии НКПиТ, на котором Лещинский выступил с докладом 19 июня, радиолаборатория реорганизуется и получает штат в 59 человек, однако Тверь оказывается плохо приспособленной для промышленного производства и 13—15 августа 1918 года 18 лучших сотрудников с оборудованием, по железной дороге, перебазируются в Нижний Новгород, М. А. Бонч-Бруевич и В. М. Лещинский принимают в этом деятельное участие.
В. М. Лещинский назначается первым директором-управляющим Нижегородской радиолаборатории (НРЛ), Бонч-Бруевич возглавляет научно-техническую работу и за несколько месяцев, к первой годовщине революции, выпускает первую советскую вакуумную радиолампу ПР-1 («пустотное реле — 1») для замены французских в радиоприёмниках того времени. Лампа заслуживает хорошие отзывы потребителей. Так как проводной телеграф, в условиях Гражданской войны, работал ненадежно, а радиосвязь испытывала серьёзные трудности, связанные с отсутствием импортных радиоламп, создание ПР-1 имело большое государственное значение.
Таким образом, благодаря усилиям Бонч-Бруевича и Лещинского, НРЛ доказала свое право на жизнь и стала пользоваться особым вниманием правительства. 2 декабря 1918 г. В. И. Ленин подписывает подготовленное В. Н. Подбельским и утвержденное Советом Народных Комиссаров «Положение о радиолаборатории с мастерской Народного Комиссариата Почт и Телеграфов в Нижнем Новгороде» в котором ставится ряд крупных научно-технических задач по исследованиям в области радио и созданию новой техники радиовещания и связи. НРЛ приобретает статус учреждения государственного значения.

### Работа в Нижнем Новгороде
Нижегородский период стал наиболее плодотворным в жизни М. А. Бонч-Бруевича и был тесно связан с Нижегородской радиолабораторией (НРЛ), где он занимал должность технического директора и возглавлял одно из ведущих научных направлений — создание первых советских радиоламп и телефонных радиопередатчиков на их основе, а в последние годы руководил НРЛ. Авторитет молодого 30-летнего руководителя был непререкаем, «хитроумного Бонча» в лаборатории любили, хотя он мог отругать и сгоряча наорать на любого, но при этом всегда учился и одновременно учил других, проявляя талант педагога, нередко находя интересные и неожиданные решения.
В 1919 году в Нижегородской радиолаборатории он сделал доклад, опубликованный затем в журнале «Радиотехник» № 7: «Основания технического расчёта пустотных катодных реле малой мощности», в которой излагалась разработанная М. А. Бонч-Бруевичем теория расчёта триода, ставшая основой теории электронных ламп и получившая позже название «теория Бонч-Бруевича — Баркгаузена».
Под руководством М. А. Бонч-Бруевича с весны 1919 года в Нижнем Новгороде было налажено серийное производство приёмно-усилительных ламп ПР-1, которые выпускались до 1923 года по 1000 штук в год. В ноябре разработана конструкция кенотрона на напряжение 1500 В для питания анодных цепей мощных радиотелефонных передатчиков. 1 декабря 1919 года сконструирована первая в мире генераторная лампа с водяным охлаждением анода.
В начале 1920-х годов в Нижегородской лаборатории под руководством М. А. Бонч-Бруевича велись исследования методов радиотелефонирования.
В конце 1919 года, в сотрудничестве с С. И. Шапошниковым, разработан радиотелефонный передатчик мощностью около 30 Вт с анодной модуляцией, работающий на волнах 1200 и 1500 метров. 11 января 1920 года передачи человеческой речи приняты приёмной станцией в 4 километрах от лаборатории, а 15 января 1920 года был произведён первый успешный опыт радиотелефонной передачи на расстояние 400 верст из Нижнего Новгорода в Москву на Ходынскую радиостанцию. Человеческий голос в эфире был принят радистами во многих городах страны и вызвал всеобщее изумление.
16 декабря 1920 года макет радиотелефонного передатчика Нижегородской радиолаборатории конструкции Бонч-Бруевича был развернут на Ходынском поле в Москве. Опытные передачи, проводившиеся дважды в день на волнах 2500 и 5000 м при выходной мощности 2 киловатта принимали в Ташкенте, Обдорске (Салехард), Иркутске. Был проведён официальный сеанс голосовой радиосвязи между Москвой и Берлином.
В 1921 году М. А. Бонч-Бруевич избирается профессором по кафедре электротехники в Нижегородском государственном университете. До 1925 года заведует кафедрой радиотехники в Нижегородском университете, а в 1926—1928 годах кафедрой электротехники. Активно участвует в распространении радиотехнических знаний, читая открытые лекции, проводимые вечерами в радиолаборатории, печатая научные статьи в радиотехнических изданиях.
В целях обеспечения постановления Совнаркома о создании центральной телеграфной станции с радиусом действия в 2000 вёрст М. А. Бонч-Бруевич в 1922 году предложил оригинальное конструкторско-техническое решение мощной четырёхкамерной генераторной лампы с внутренним водяным охлаждением анода мощностью 5 киловатт.
Под его руководством проектировалась и была построена в Москве, вблизи Курского вокзала, первая радиовещательная станция (см. Шуховская башня), получившая название «Центральная радиотелефонная станция имени Коминтерна» или «Большой Коминтерн». Строительство длилось со 2 сентября 1921 по 15 августа 1922 года. 22 и 27 мая 1922 года проводились пробные передачи по радио музыкальных произведений из студии Нижегородской лаборатории, 29 мая при передаче концерта (рояль, скрипка, пение), исполненном под управлением профессоров нижегородской консерватории, звук с радиоприёмника транслировался по телефонам Цюрупе (нарком РКИ), Волленберга (НКПиТ) и других. 17 сентября был организован первый радиовещательный концерт из Москвы, который услышали в Европе и на всех приёмных станциях Республики. Регулярные передачи начались с 8 октября 1922 г. Бонч-Бруевич, будучи разносторонне одарённым человеком, сам играл на фортепиано, нередко выступал в роли ведущего радиопередач, тембр его голоса часто узнавали в эфире. Радиопередатчик «Большого Коминтерна» развивал мощность 12 кВт на волне 3200 метров, содержал более 20 радиоламп конструкции Бонч-Бруевича и стал, на тот момент, самым мощным среди радиотелефонных станций Европы.
В 1922 году им была изготовлена лабораторная модель радиотехнического устройства для передачи изображений на расстоянии, названная «радиотелескопом». Однако, из за загруженности работой в области дальней радиосвязи и радиовещания, тема телевидения не получила в НРЛ дальнейшего развития.
В этом же году Нижегородская радиолаборатория была награждена орденом Трудового Красного Знамени, особо отмечены работы М. А. Бонч-Бруевича, А. Ф. Шорина и В. П. Вологдина.
В 1923 году закончена разработка новой генераторной лампы с водяным охлаждением мощностью 25 кВт, получившей название «медяшка». В ноябре, посетившие НРЛ радиоспециалисты немецкого акционерного общества «Телефункен» — технический директор граф Арко и профессор А. Мейснер, высоко оценили работы М. А. Бонч-Бруевича и заказали Наркомпочтелю партию 25-киловаттных ламп для воспроизведения на своих заводах в обмен на поставку радиотехнических материалов.
5 октября 1924 года профессор М. А. Бонч-Бруевич на научно-технической беседе в Нижегородской радиолаборатории сообщил об изобретённом им новом способе телефонирования, основанном на изменении периода колебаний. Демонстрация частотной модуляции производилась на лабораторной модели.
М. А. Бонч-Бруевич продолжал заниматься совершенствованием генераторных передающих радиоламп и добивался повышения их мощности, и в октябре 1924 года ему, совместно с А. А. Круликовской удалось разработать и изготовить уникальную для того времени радиолампу мощностью 100 кВт. На Скандинавско-Балтийской выставке, проходившей в Стокгольме в 1925 году, радиолампы Бонч-Бруевича вызвали колоссальный интерес профессиональных посетителей выставки. Параллельно велось непрерывное совершенствование вещательных радиопередатчиков СССР. В ноябре Центральная радиостанции им. Коминтерна в Москве переведена на более удобную волну 1500 метров (200 кГц). Это расширило круг слушателей, так как её частота вошла в выделенный радиовещательный диапазон 200—1500 метров. 22 декабря того же года заработала радиовещательная станция Нижегородской радиолаборатории, получившая имя В. М. Лещинского, через неё регулярно транслировались лекции для радиолюбителей.
В 1925 году Бонч-Бруевич активно включается в исследования дальнего распространения коротких волн. 19—26 марта 1925 экспериментальный коротковолновый передатчик Нижегородской радиолаборатории, работающий на волне 83 метра с мощностью 25 кВт, принимают радиолюбители всего мира. На базе исследований, проведённых с сотрудником НРЛ В. В. Татариновым, была разработана аппаратура, позволившая в 1926 году запустить первую линию магистральной КВ-радиосвязи Москва — Ташкент. Аналогичная радиолиния организуется на трассе Иркутск — Москва и Иркутск — прииск Незаметный (Якутия). На основании полученного опыта М. А. Бонч-Бруевич разрабатывает теорию и методы расчёта коротковолновых антенн, исследует особенности распространения коротких волн в ионосфере, предлагает использование «ночной» и «дневной» частот для круглосуточной бесперебойной КВ-радиосвязи.
В период 1923—1925 гг. М. А. Бонч-Бруевич вместе с коллективом НРЛ разрабатывает типовой радиовещательный передатчик для областных центров страны мощностью 1,2 кВт, получивший название ЛФМ-4 «Малый Коминтерн». Передатчик сделан максимально неприхотливым в эксплуатации, питался от стандартной трёхфазной сети, в нём применена анодная модуляция и 150 ваттные лампы с естественным охлаждением, работающие в облегчённом режиме. К концу 1925 года «Малый Коминтерн» работает в Воронеже, Нижнем Новгороде, Ростове-на-Дону, Минске и Иванове, в последующие 2 года установлено ещё 27 передатчиков этого типа. Разрабатываются электромагнитные репродукторы «Лилипут» и «Рекорд».
Для радиоприёма Бонч-Бруевич создает миниатюрную экономичную радиолампу «Малютка» с торированным катодом. Лампа имеет анодное напряжение 4-8 В и ток накала всего 45 мА. На базе «Малютки» сотрудник НРЛ Б. Л. Максимовых разрабатывает одноламповый регенеративный приёмник «Микродин», который приобретает широкую популярность и большое распространение среди радиолюбителей.
12 июля 1926 года в НРЛ начинаются испытания нового радиовещательного 40 киловаттного передатчика — «Новый Коминтерн», сконструированного и изготовленного под руководством М. А. Бонч-Бруевича, А. М. Кугушева и В. В. Татаринова, С. И. Шапошникова с оригинальным решением задачи модуляции мощного излучения. В конце года «Новый Коминтерн» был перевезён в Москву и установлен на Шаболовке. На момент сдачи в эксплуатацию 18 марта 1927 г. станция стала самой мощной в Европе. Второй передатчик был установлен в Свердловске.
В последние годы в Нижнем Новгороде Бонч-Бруевич исследует теорию паразитных колебаний и отрицательного сопротивления, начинает разрабатывать методы раздельного излучения боковых полос спектра и способ связи на одной боковой полосе. Предлагает создание в СССР сверхмощного 1000 киловаттного радиовещательного передатчика, работы над которым были продолжены в Ленинграде, а проект реализован в 1933 году академиком А. Л. Минцем).

Бюст М. А. Бонч-Бруевича, установленный в Нижнем Новгороде

М. А. Бонч-Бруевич принимал активное участие и в популяризации радиотехники, выступал редактором научно-популярного фильма «Радио», вышедшего в прокат в 1928 году. В 1927—1934 годах принимал участие в составлении «Технической энциклопедии» под редакцией Л. К. Мартенса, автор статей по тематике «радиотехника».
1 октября 1928 года, решением ВСНХ СССР № 804, Нижегородская радиолаборатория была переведена в ведение Государственного электротехнического треста заводов слабого тока и переехала в Ленинград, где объединилась с Ленинградской радиолабораторией Треста заводов слабого тока. М. А. Бонч-Бруевич стал руководителем нового объединённого института, получившего название Центральной радиолаборатории (ЦРЛ).

#### Переписка с Лениным
М. А. Бонч-Бруевич лично не встречался с В. И. Лениным, но между ними существовала довольно активная переписка. Первое письмо по вопросам изобретательства Бонч-Бруевич написал Ленину в 1919 году, однако, наиболее известным стало письмо Ленина, написанное 5 февраля 1920 года:

Михаил Александрович!
Тов. Николаев передал мне Ваше письмо и рассказал суть дела. Я навёл справки у Дзержинского и тотчас же отправил обе просимые Вами телеграммы. Пользуюсь случаем, чтобы выразить Вам глубокую благодарность и сочувствие по поводу большой работы радиоизобретений, которую Вы делаете. Газета без бумаги и «без расстояний», которую Вы создаёте, будет великим делом. Всяческое и всемерное содействие обещаю Вам оказывать этой и подобным работам.
С наилучшими пожеланиями В. Ульянов (Ленин)— Ленин В. И. Поли. собр. соч. Т. 51, с. 130.
 Это был ответ на прямое обращение Бонч-Бруевича к Ленину по поводу ареста руководителя НРЛ А. Ф. Шорина органами ВЧК Нижнего Новгорода в ночь с 15 на 16 января 1920 года. Письмо, строки из которого нередко цитировались в печати, Бонч-Бруевич хранил всю жизнь.
Ленин считал вопросы радиостроительства наиважнейшими и в период 1920—1922 годы, когда Нижегородская радиолаборатория испытывала трудности связанные с недостатком средств и материалов, перебоями в снабжении электроэнергией, топливом, водой, активно помогал и стимулировал её деятельность, боясь чтобы «…это дело опять не заснуло (по проклятой привычке российских Обломовых усыплять всех, все и вся)…». 26 января 1921 г. дела НРЛ берутся под особый контроль. Отчёты докладываются в Москву 2 раза в месяц, идёт переписка Ленина с Бонч-Бруевичем и другими сотрудниками лаборатории. Также, Ленин, активно интересуясь разного рода изобретательством, неоднократно ссылался в своих решениях на Бонч-Бруевича как на эксперта по различным научным вопросам.

### Работа в Ленинграде

#### ЦРЛ
В конце 1928 года М. А. Бонч-Бруевич назначается руководителем объединённой Центральной радиолабораторией (ЦРЛ) Треста заводов слабого тока в Ленинграде и к январю 1929 г. переезжает из Нижнего Новгорода вместе с группой ведущих научных сотрудников и инженеров НРЛ. Однако работа в ЦРЛ не сложилась. Ведомственная подчинённость столь крупного научного объединения вскоре привела к тому, что Трест заводов слабого тока стал отказываться от финансирования широкого спектра исследовательских работ, характерного для НРЛ, ограничивая тематику рамками текущего производства. Это привело к тому, что в 1931 г. Бонч-Бруевич был отстранён от руководства.
В период (1929—1931 гг.) Бонч-Бруевич активно занимается литературной работой, подводя итоги своей деятельности. Идет подготовка монографии «Короткие волны» (вышла в 1932 г.), печатается около 20 статей в научно-популярных журналах. В частности в статье «Перспективы ультракоротких волн» выдвигается новаторская идея создания ультракоротковолновых линий связи на базе цепочек ретрансляторов и призыв к радиолюбителям активнее включаться в исследования ультракоротких волн. В рамках ЦРЛ разрабатывает метод раздельного излучения несущей и боковых частот в радиопередатчиках, суливший значительную экономию мощности.
31 января 1931 году избирается член-корреспондентом АН СССР.

#### Преподавательская деятельность
В 1931—1935 годы Бонч-Бруевич работает в ЛОНИИС в должности помощника директора и заведующего радиоотделом, где занимается изучением ионосферы и вопросами распространения радиоволн в высоких широтах. Систематические исследования КВ-радиолиний Москва — Средняя Азия и Москва — Хабаровск позволили создать службу прогнозов прохождения коротких волн, в 1932-33 гг. в Мурманске была создана импульсная ионосферная станция на базе разработанной Бонч-Бруевичем генераторной лампы Г-100 мощностью 100Вт, при ЛОНИИС организована вакуумная лаборатория по разработкам новых типов ламп дицеметровых волн. Даётся теоретическое обоснование так называемого «Горьковскиого эффекта».
В 1932 году Бонч-Бруевич занимает кафедру теоретической радиотехники в только что созданном Ленинградском электротехническом институте связи (после смерти институту присвоено имя Бонч-Бруевича). В 1934 году декан радиофакультета, утверждён в учёной степени доктора и в учёном звании профессора. В 1935 году заместитель директора по учебной части, публикует учебный курс «Излучение и распространение радиоволн». Разработанные по его инициативе новые учебные планы института оказались очень удачными и не пересматривались в течение 15 лет.

#### НИИ-9
Осенью 1935 года постановлением правительства профессор М. А. Бонч-Бруевич назначается руководителем по научной работе в новом крупном закрытом научно-исследовательском институте НИИ-9, который был создан на базе Ленинградского электрофизического институт (ЛЭФИ, директор А. А. Чернышев) и Радиоэкспериментального института (РЭИ — директор А. М. Кугушев). В НИИ-9 работали также бывшие сотрудники НРЛ. Полной информации об истории института нет, судьба архивов неизвестна, по отрывочным сведениям основными направлениями были: создание и исследование мощных генераторов электромагнитной энергии в диапазоне сверхвысоких частот с целью поражения живой силы и техники на поле боя, радиолокация, разработка советских телевизионных систем.
За 5 лет в НИИ-9 были созданы:
- Одна из первых советских радиолокационных станций, предназначенная для обслуживания зенитной артиллерии[39] «Буря» с дальностью обнаружения 10—11 км. (1935 г.), а также «Б-2» и «Б-3» до 20 км. (1938 г.). Исследовались рупорные антенны, волноводы, методы осуществления точного пеленга с применением антенн с различными диаграммами направленности, и др. Результаты разработок были использованы при создании РЛС послевоенных ракетных комплексов С-25 С-75 и др.
- Многокамерный разрезной магнетрон для генерации мощных колебаний СВЧ в радиолокаторах (1935 г.). Во время войны широко использовался в СССР и за рубежом, создавался по эскизам М. А. Бонч-Бруевича, сотрудниками его лаборатории — инженерами Н. Ф. Алексеевым и Д. Е. Маляровым. В ходе работ была создана серия магнетронов различных типов на длины волн 1, 2,5, 5, 7,5 и 9 см. Помимо этого были разработаны генераторные лампы большой мощности, встроенные в волноводы.
- 1935—1936 гг. НИИ-9 создает хорошо оборудованный полигон около поселка Островки в 40 км от Ленинграда (полностью разрушен во время войны).
- Проведено большое количество НИР и ОКР по темам телевидения. Создана типовая телевизионная аппаратура с разрешением 441 строка и разработан проект развития телевидения в СССР на третью пятилетку (А. В. Дубинин). К 1942 году, помимо Москвы планировалось строительство телецентров в Ленинграде, Киеве, Тбилиси и Минске с общим парком телевизоров до 100 тысяч. Разработан кинескоп С-735 (ЛК-715) с диаметром экрана 17 см, послуживший прототипом послевоенного массового кинескопа 18ЛК2Б (1939 г. А. С. Бучинский, А. Г. Яковлев). Разрабатывалась телевизионная аппаратура для армии: комплексные самолётные ТВ установки с записью на плёнку, и для определения дистанций до самолётов, аппаратура «видения через туман, дымовую завесу и т. п. методом использования красного света» для ВМФ.

Помимо этого по инициативе Михаила Александровича было теоретически отработаны идеи, многие из которых претворились в жизнь уже в послевоенное время:
- Антенны с косекансными диаграммами направленности.
- Метод точного пеленга цели по равносигнальной зоне антенн с вращающейся диаграммой направленности.
- Многощелевые антенны сантиметровых волн со щелями в стенке волновода или коаксиального фидера.
- Квазиоптические элементы из диэлектрика в антеннах сантиметрового диапазона волн.
- Методика закалки брони токами высокой частоты (применялась на Ижорском заводе).
- Разработка новых типов металлоискателей (период войны с Финляндией)[40][41][42].

#### Последние годы жизни
Предвоенные условия работы в институте был довольно сложными. Интенсивность и объёмы научных исследований непрерывно возрастали, в то же время атмосфера взаимных упрёков и доносов, обострившаяся в научной среде СССР в конце 1930-х, остро ощущалась в Ленинграде, где были сконцентрированы все ведущие радиотехнические институты страны. Всё это привело к тому, что в 1937—1939 годы 10 сотрудников НИИ-9, включая директора Н. И. Смирнова, находились в заключении.
В феврале 1940 года М. А. Бонч-Бруевич перенёс тяжёлый инфаркт миокарда, во время выздоровления неожиданно случился новый приступ болезни, приведший к смерти. Умер в Ленинграде 7 марта 1940 года в возрасте 52 лет. По другим данным, причиной смерти стало воспаление легких.

## Память
- Именем Михаила Александровича Бонч-Бруевича назван Санкт-Петербургский государственный университет телекоммуникаций, а также его университетская интернет-радиостанция — «Радио Бонч».
- В мае 2011 года на улице Минина в Нижнем Новгороде установлен бюст М. А. Бонч-Бруевича[44].
- Имя Бонч-Бруевича М. А. носит улица в Нижнем Новгороде.

## Печатные труды
- Короткие волны. — М. 1932.
- Природа электромагнитной волны. — Л. 1933.
- Основы радиотехники. — часть I, часть II. М.1936.
- Основы радиотехники (2-е издание). — часть I. 1938.
- Излучение и распространение радиоволн. — М. 1934.
- Элементы радиотехники. — М.1938.

Около 30 статей в журналах «Русского физико-химического общества», «Вестник военной радиотелеграфии и электротехники», «Телеграфия и телефония без проводов», «Радиотехник», «Научное слово», «Электричество», «Радиофронт», «Журнал технической физики».